# Barrowlands
Barrowlands é uma casa de shows em Glasgow, Escócia.